# دهه ۵۱۰ (میلادی)
دهه ۵۱۰ (میلادی) دهه پنجاه و یکم تقویم میلادی است.

## درگذشتگان
‎